# Токсансай
Токсанса́й (каз. Тоқсансай) — село у складі Ордабасинського району Туркестанської області Казахстану. Входить до складу Шубарського сільського округу.
Населення — 830 осіб (2021; 855 у 2009, 1448 у 1999, 701 у 1989).